# Myramän
Myramän (isländska mýramenn) kallades "landnamsmannen" Skallagrim Kveldúlfssons (omkring år 900) efterkommande, efter den trakt, Mýrar, som han tagit i besittning på Island. Hela släkten, som utförligt omnämnes i Egil Skallagrimssons saga, bar namnet Mýramannakyn och räknade inom sig många män som var namnkunniga dels för sin styrka och våldsam framfart, dels för sina vittra gåvor. Några av dess medlemmar utmärkte sig även genom kroppslig skönhet, men de flesta var enligt sagan mycket fula. De mest bekanta är utom stamfadern hans son Egil Skallagrimsson, en stridbar man och ansedd skald samt huvudperson i ovannämnda saga; dennes son Torsten, vars dotter Helga den fagra blivit namnkunnig genom sin olyckliga kärlek till Gunnlaug Ormstunga; vidare Kjartan Olafsson, skalderna Skule (död omkring 1040) och Einar Skulason (död omkring 1170) samt den berömde historikern Snorre Sturlasson (1178-1241).